# Julius Taschke
Julius Taschke (* 22. Februar 1895 in München; † 14. Januar 1941 in Neu-Ulm) war ein deutscher Nazipolitiker, SS-Obersturmführer, Pressevertreter des SD-Oberabschnitts München und Landrat des Landkreises Neu-Ulm.

## Leben
Julius Taschke musste nach dem Abitur am Wittelsbacher-Gymnasium München im Ersten Weltkrieg Kriegsdienst leisten und fand später eine Tätigkeit in der Finanzindustrie. Von 1924 bis 1934 war er im Verlagswesen beschäftigt und wurde dort Generalvertreter des Scherl-Verlags in Berlin. Im Juni 1934 wurde er Adjutant des Chefs des Ernährungsamtes im SS-Hauptamt. Im Jahr darauf stieg er zum Stabsführer im SS-Abschnitt in Berlin auf. Im Stab des Reichsführers SS in Frankfurt an der Oder war er als SS-Obersturmführer eingesetzt, bevor er Ende 1937/Anfang 1938 Hauptsturmführer beim SD-Oberabschnitt München wurde, wo er das Amt des Pressevertreters ausübte. 
Das Amt für Kommunalpolitik der NSDAP hatte mehrfach vergeblich versucht, Taschke für eine Verwendung als Bürgermeister von Bad Aibling zu bestimmen. Am 4. Mai 1940 wurde er mit der kommissarischen Wahrnehmung der Geschäfte des Landrats in Neu-Ulm beauftragt. Er bezog Mitte Juli 1940 die Dienstwohnung des Landrats Friedrich Schreck, der Kriegsdienst leisten musste. 
Am 14. Mai 1941 erlag Taschke einem Herzschlag.
Er war zum 9. April 1923 in die NSDAP eingetreten und trat nach einem Austritt am 1. Mai 1928 erneut in die Partei (Mitgliedsnummer 89.025).
Von 1934 an war er Mitglied der SS (SS-Nummer 171.718).